# The Rock Railway Station
The Rock Railway Station, tidigare Kingston Railway Station och Hanging Rock Railway Station, är en järnvägsstation belägen i byn The Rock i New South Wales i Australien. Järnvägsstationen betjänas av tågbolaget NSW Trainlink och ligger på banan mellan huvudstäderna Sydney och Melbourne. Stationen öppnades den 1 september 1880 som Kingston Railway Station och bytte den 28 december 1892 namn till Hanging Rock Railway Station, som i sin tur bytte den 10 februari 1893 namn till Henty Railway Station. Stationens murtegelplattform och träbyggnad byggdes 1880. The Rock Railway Station är med på delstaten New South Wales kulturskyddsregister State Heritage Register.